# Andst Sogn

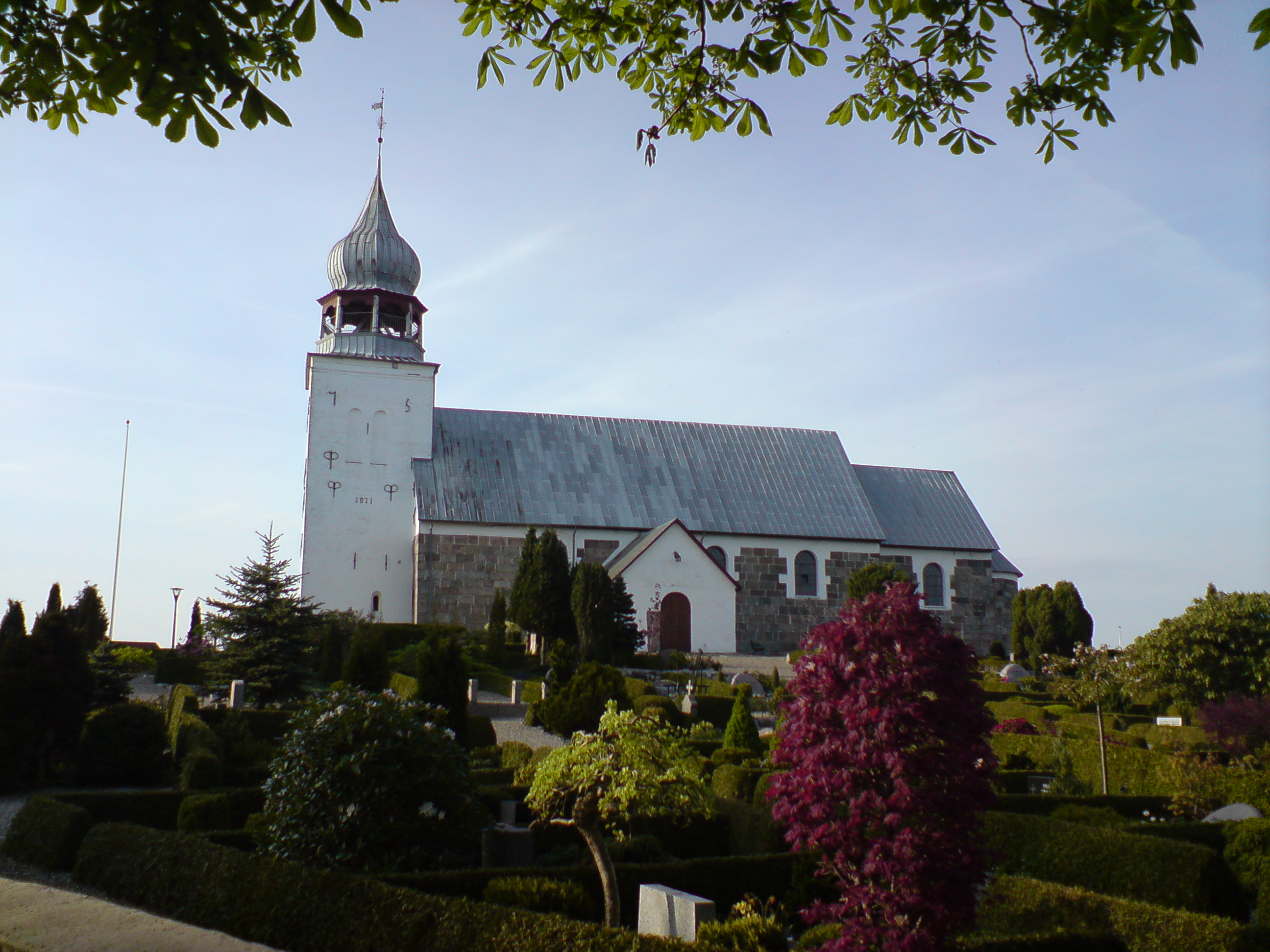
Andst Kirke

Andst Sogn ist eine Kirchspielsgemeinde (dän.: Sogn)  im südlichen Dänemark. Bis 1970 gehörte sie zur Harde Andst Herred im damaligen Ribe Amt, danach zur Vejen Kommune im erweiterten Ribe Amt, die im Zuge der  Kommunalreform zum 1. Januar 2007 in der „neuen“  Vejen Kommune in der Region Syddanmark aufgegangen ist.
Im Kirchspiel leben 1509 Einwohner, davon 798 im Kirchdorf Store Andst (Stand:1. Januar 2023). Im Kirchspiel liegt die Kirche „Andst Kirke“.
Nachbargemeinden sind im Süden Skodborg Sogn, im Westen Vejen Sogn und im Norden Gesten Sogn sowie in der Kolding Kommune im Nordosten Lejrskov Sogn, im Osten Skanderup Sogn und im Südosten Vamdrup Sogn.